# Jarov (Dolní Břežany)
Osada Jarov se nachází v okrese Praha-západ, na pravém břehu řeky Vltavy původně v obci Ohrobec a později se podél trati rozrostla i do katastru obce Lhota, spadající pod obec Dolní Břežany (cca 4 km). Oficiálně byla založena v roce 1942. V současnosti je zde evidováno 246 adres, převážně rekreačně užívaných. S Dolními Břežany a další osadou Zálepy je spojena turistickou stezkou, která se klikatí po straně Břežanského potoka do Lhoty, přes Zálepy k Vltavě.  Dnes je osada označena cedulemi "Dolní Břežany - Jarov" a stejný název nese i železniční zastávka. Toto označení dostala na nátlak zastupitelstva obce Dolní Břežany, aby byla splněna logistická  podmínka umístění vědeckého centra, jíž byla existence železniční stanice nebo dálniční přípojky. Oficiálně se však zastávka nachází na území Ohrobce a rovněž na ni odkazuje veškerá dokumentace (naposledy viz např. stavební dokumentace a přípravná řízení k revitalizaci trati Praha - Vrané nad Vltavou - Čerčany). Osada jako celek tedy zaujímá oblast Ohrobeckého údolí a oblast přilehlou k trati částečně protínající území obce Dolní Břežany - Lhota. Část je tedy součástí Dolních Břežan (část osady podél trati) a část součástí obce Ohrobec (původní osada Jarov v Ohrobeckém údolí včetně železniční zastávky).

## Historie
Existence osady Jarov se datuje do 14. století, kdy je doložena existence hospody, tenkrát spadající pod Ohrobec a Zvoli.[zdroj⁠?!] První písemná zmínka o vesnici pochází z roku 1541. Oficiální vznik je ale datován až do roku 1942. Osada sestávala z chat rozložených především podél cesty vedoucí osadou (souběžná se Strakonickou na protilehlém břehu Vltavy) a podél Vltavy. V důsledku odstřelování kamene ve zbraslavském kamenolomu musely chatky podél Vltavy zmizet a na jejich místě tak vznikla louka pro vodáky.
Elektrifikace osady proběhla 17. listopadu 1989, tedy shodou okolností v den začátku Sametové revoluce.

## Doprava
Železniční trať z Modřan do Dobříše byla uvedena v provoz dne 22. září 1897. Celá stavba podle dochovaných informací probíhala zcela bez problémů, až na skalnatý masiv u Jarova, kde musel být proražen 390 m dlouhý tunel. Těsně před zmiňovaným tunelem byla vybudována i železniční stanice Jarov. V současné době tudy prochází Železniční trať Praha – Vrané nad Vltavou – Čerčany/Dobříš. Zastávka Dolní Břežany-Jarov se nachází v 1. pásmu Pražské integrované dopravy.

## Cyklistika a turistika
Pro velkou oblibu ze strany cyklistů zde byla na podzim roku 2014 slavnostně otevřena cyklostezka A2 vedoucí z Vraného nad Vltavou podél Vltavy, Jarovem a navazující na cyklostezku v Modřanech.
Asi největším[zdroj?] lákadlem pro turisty je ale keltské oppidum Závist. Jedná se o vůbec největší keltské oppidum v Čechách, ležící v nadmořské výšce 391 m n. m. nad osadou Jarov. Dojít či dojet na kole se k němu dá po žluté turistické stezce 6078, která vede z Jarova nebo od zbraslavského nádraží.
Dalším vyhledávaným turistickým cílem je přírodní rezervace Zvolská homole, rozpínající se nad Vraným nad Vltavou, která je součástí přírodního parku Střed Čech. Její nejvyšší bod dosahuje výšky 327 m n. m.
Osadou prochází červeně značená turistická trasa 0001 z Berouna do Chřenovic na Kutnohorsku. Dále vede od železniční zastávky modře značená turistická trasa 1035 přes Zálepy a Lhotu do Zbraslavi.